# Barbie e Chelsea - Il compleanno perduto
Barbie e Chelsea - Il Compleanno Perduto è un film d'animazione commedia del 2021 diretto da Cassandra "Cassi Simonds" Mackay e scritto da Ann Austen e Nathaniel "Nate" Federman da una storia di Charlotte Fullerton.
È il 38° film della serie di Barbie e il terzo con protagonisti la famiglia e/o gli amici di Barbie dopo Barbie Dreamhouse Adventures e Barbie: Princess Adventure, ed è stato distribuito per la prima volta il 16 aprile 2021 su Netflix negli Stati Uniti. La trama del film è incentrata sulla sorella minore di Barbie nell'universo, Chelsea Roberts, che vive un'avventura a tema fantasy su un'isola della giungla per salvare il suo settimo compleanno che crede perduto mentre si trova con la sua famiglia su una nave da crociera avventurosa che in una notte fonda attraversa la Linea di Data Internazionale. L'uscita del film è stata accompagnata dall'album della colonna sonora, Barbie & Chelsea: The Lost Birthday and More!, pubblicato sui servizi di streaming musicale di tutto il mondo.

## Trama
La crociera per il 7º compleanno di Chelsea è un disastro! Per prima cosa, non può entrare nel gonfiabile di basket-ball perché è troppo bassa. Poi non può entrare in discoteca perché è troppo piccola. E poi, il giorno del suo vero compleanno, si sveglia e scopre di averlo perso del tutto perché la nave ha attraversato la Linea di Data Internazionale!
Chelsea è così delusa che scappa su un'isola della giungla alla ricerca di una gemma magica che può esaudire i desideri. Ma la giungla è piena di pericoli e Chelsea si ritrova presto persa e sola. Ma poi incontra un pappagallo parlante, un cucciolo di elefante, una giraffa e una scimmia e insieme partono alla ricerca della gemma.
Lungo la strada, devono affrontare molte sfide, tra cui un ragno gigante, una statua di tiki che risveglia un vulcano e una grotta piena di coccodrilli. Ma fanno anche nuove amicizie e imparano lezioni preziose sul lavoro di squadra, sul coraggio e sull'amicizia.
Alla fine, Chelsea trova la gemma ed esprime il desiderio di tornare alla nave. Si sveglia nella sua tenda, circondata dalle sue sorelle, ed è felicissima di essere tornata con la sua famiglia. Riesce persino a beccare il direttore delle attività che sabota il Lazy River e viene licenziato!
Anche se Chelsea ha perso il suo vero compleanno, si è comunque divertita molto con la sua famiglia e i suoi amici. Impara che la cosa più importante è passare del tempo con le persone che si amano.

## Distribuzione
Oltre al lancio su Netflix, il film è andato in onda su canali televisivi per bambini di tutto il mondo. In Italia è stato trasmesso su Cartoonito.

### Edizione italiana
Il doppiaggio italiano del film è stato effettuato da Iyuno Italy, sotto la direzione di Sam Barcellini e su dialoghi di Vittorio Bestoso. I testi delle canzoni sono stati tradotti in italiano da Valerio Gallo Curcio.

### Doppiaggio
| Personaggio       | Doppiatore originale | Doppiatore italiano                                      |
| ----------------- | -------------------- | -------------------------------------------------------- |
| Barbie / Darbie   | America Young        | Emanuela Pacotto (dialoghi), Maria Silvia Roli (canto)   |
| Stacie / Lacie    | Cassandra Morris     | Martina Tamburello (dialoghi), Domenica Di Sanzo (canto) |
| Chelsea/ Kelsie   | Cassidy Naber        | Giulia Maniglio (dialoghi), Francesca Buttarazzi (canto) |
| Skipper / Snipper | Kirsten Day          | Sonia Corbelli (dialoghi), Laura Salomone (canto)        |
| Don               | Benjamin Pronsky     | Luca Bottale                                             |
| Statua Tiki       | Benjamin Pronsky     | Luca Bottale                                             |
| DJ                | Benjamin Pronsky     | Luca Bottale                                             |
| Porter            | Jacob Craner         | Paolo De Santis                                          |
| Fiore Gigante     | Jacob Craner         | Paolo De Santis                                          |
| Gelataio          | Jacob Craner         | Paolo De Santis                                          |
| Ragazzo Piscina   | Jacob Craner         | Paolo De Santis                                          |
| Vampiro           | Jacob Craner         | Paolo De Santis                                          |
| Capitano          | Nakia Burrise        | Virginia Astarita                                        |
| Arlene            | Laila Berzins        | Simona Biasetti                                          |
| Pappagallo        | Laila Berzins        | Simona Biasetti                                          |

## Colonna sonora
Dal film è stato tratto il singolo Un giorno nuovo.